# Histoire du taoïsme
Le terme daojiao 道教 qui désignera le taoïsme apparait peu avant l’ère chrétienne pour désigner globalement, d'une part un ensemble de textes présentant certaines similitudes sur le plan philosophique, d'autre part différents courants religieux nés en Chine,,, dont plusieurs prédatent l’apparition du terme lui-même. Il ne s’agit donc pas d’un courant établi à un moment historique, même s’il arrive que l’on présente Laozi comme son fondateur. Les nombreuses écoles taoïstes, dont seules les plus célèbres sont mentionnées dans l’article, se désignent chacune par son nom propre, l’appellation « taoïste » servant surtout à les distinguer du bouddhisme ou du confucianisme,. Elles proposent aussi bien des rituels bénéficiant à l’ensemble de la société que des voies de développement personnel, selon la perspective choisie par le pratiquant. Il arrive parfois qu'elles servent de cadre à des mouvements en rébellion contre l'autorité.
Les premiers textes qui seront ultérieurement qualifiés de taoïstes furent écrits entre le Ve siècle (Daodejing) et le IVe siècle av. J.-C. (Zhuangzi). Certaines croyances et pratiques remontent au moins aux Royaumes combattants. La période qui s’étend depuis le IIe siècle apr. J.-C. - époque où apparaissent les premiers courants religieux - jusqu’au VIIe siècle vit l'apparition de nombreux textes et pratiques concernant surtout l’alchimie externe et les techniques d’immortalité, ainsi que les rituels d’exorcisme ou à fonction apotropaïques. Un monachisme inspiré du bouddhisme se mit en place, mais ne devint important que quelques siècles plus tard.
Durant la dynastie Tang (618-907), assez longue période d’unité politique, plusieurs écoles profitèrent du soutien de la cour qui adopta leurs rituels et employa leurs maîtres ; en contrepartie elles se virent imposer une certaine mise en coupe administrative. Le patronage public d'écoles choisies accompagné d'un encadrement réglementaire se poursuivra jusqu’aux XVIIe – XVIIIe siècles.
À partir du Xe siècle, la tendance au syncrétisme avec le bouddhisme et le confucianisme, qui existait dès les débuts, fut ouvertement revendiquée et encouragée. L’alchimie interne devint un courant important, représenté en particulier par l’école Quanzhen, qui ouvrit ses pratiques et ses textes à un large public, s’écartant de la tendance ésotérique des courants alchimiques précédents,.
Le contexte politique entraina à partir du XIIIe siècle un regroupement de nombreuses écoles sous la bannière des courants Quanzhen et Zhengyi.
À partir du XVIIIe siècle, même les principales écoles taoïstes perdirent progressivement le soutien des autorités, ce qui favorisa la naissance de nombreuses petites sectes syncrétistes, comme celles qui se rattachent au Lotus blanc ou aux courants Luojiao et Xiantiandao.
La défaveur officielle du taoïsme persista sous la première république de Chine et a fortiori sous la république populaire qui chercha longtemps à décourager toute activité religieuse. C'est à partir du milieu des années 1970 que reprit une certaine activité dans les écoles Quanzhen et Zhengyi, encadrée par l’Association taoïste de Chine.
Durant près de deux millénaires, les pratiques religieuses taoïstes restèrent circonscrites dans les zones de peuplement chinois, mais quelques communautés ont été fondées en Europe et aux États-Unis au XXe siècle.
Le terme daojiao est parfois utilisé à Taïwan comme synonyme de religion populaire. En effet, bien que ces deux termes ne se recouvrent pas entièrement, les courants taoïstes sont une des sources de la religion populaire. Dans une culture où l’exclusivité confessionnelle n’est pas exigée, la distinction n'a guère de sens. Seuls les maîtres taoistes s'identifient comme tels, la tradition ne connaissait pas la notion de "fidèle taoïste"

## Avant leIIIesiècleav. J.-C.
Printemps et Automnes, Royaumes combattants, dynastie Qin
Le terme taoïsme n’est pas encore employé avec son sens actuel, mais certains éléments qui y seront intégrés sont déjà apparus.
Les textes essentiels que sont le Daodejing et les passages anciens du Zhuangzi dateraient au moins du IVe siècle av. J.-C., la tradition chinoise faisant même remonter le premier au VIe siècle av. J.-C., bien que les spécialistes modernes penchent en majorité pour une date plus tardive de deux à trois siècles,.
L’intérêt pour les transformations corporelles ou cosmiques restera une caractéristique de tous les courants taoïstes. La transformation de produits naturels en produits comestibles de longue vie, peut-être une première forme d’alchimie, est déjà mentionnée sous les Qin. Autre technique de prolongation de la vie, la gymnastique daoyin est citée dans le Zhuangzi. Le Travail interne (Neiye 內業), proche à certains égards du Daodejing, traite aussi de la transformation de soi. La croyance aux immortels est attestée dès la fin des Royaumes combattants comme élément du courant fangxiandao développé dans les régions nord-orientales de Qi et Yan.
Dans la même région et vers la même époque, l’académie Jixia constitue un centre intellectuel où des notions qui seront intégrées dans l’ensemble de la pensée chinoise – dont le taoïsme – sont développées ou affinées : cinq éléments, yin et yang, qi etc. Le Neiye est d'ailleurs un chapitre de l’encyclopédie Guanzi attribuée aux académiciens de Jixia.
Certaines divinités qui seront reprises par le taoïsme ont une origine ancienne : Nüwa, Fuxi, Xiwangmu, Shennong, Huangdi, entre autres.

## DuIIIesiècleav. J.-C.au début duIIIesiècleapr. J.-C.
Dynastie Han, Trois royaumes
C’est dans la première moitié de la dynastie Han (-206~200) que le terme « taoïsme » apparait : dao jia 道家 ou dao jiao 道教 « école du dao ». Il s’agit d’abord d’une des catégories de classement des fonds des bibliothèques princières et impériales proposées par Sima Tan (d. 110 av. J.-C.), Liu Xiang et Liu Xin (46 av. J.-C. - 23 apr. J.-C.),. Y sont regroupés, bien après leur date de rédaction, des textes de la période des Royaumes combattants, créant ainsi une école virtuelle, car les auteurs supposés réunis a posteriori ne se connaissaient sans doute pas et certains textes sont attribués à différentes écoles selon les catalogues. Parmi ces textes, le Daodejing et le Zhuangzi, mais aussi le Liezi et le Wenzi qui contiennent aussi des idées proches d’autres écoles que le taoïsme.
Le terme daojia désigne aussi dans le Shiji les aristocrates partisans du huanglao, « [école] de Huangdi et Laozi », un courant de philosophie politique proche également du légisme s’appuyant sur le Daodejing et quatre livres attribués à Huangdi. Han Jingdi serait le dernier empereur partisan de cette idéologie, son successeur Han Wudi ayant choisi de soutenir plutôt le confucianisme. Néanmoins, les frontières philosophiques ne sont pas étanches : des lettrés se considérant comme confucéens, Yang Xiong par exemple, se réfèrent à des notions taoïstes comme le vide (wu 無) et le tao, et l’interprétation ésotérique (chenwei 讖緯) que certains confucéens font de leurs textes influencera aussi le taoïsme religieux.
Les historiens Han attestent l’existence d’un culte rendu dès cette époque par certains empereurs à Huangdi et Laozi,.
Vers la fin des Han, à l’occasion de l’affaiblissement du pouvoir impérial, deux groupes religieux éloignés de la cour se font suffisamment remarquer pour gagner leur place dans l’histoire, qui les enregistrera comme les deux premiers courants du taoïsme religieux.
A Hanzhong aux confins du Shaanxi et du Sichuan, le seigneur de la guerre Zhang Lu règne en encadrant la société par un système religieux attribué à son grand-père Zhang Ling qui aurait reçu des révélations de Laozi. Ce courant des Maitres célestes, surnommé aussi « des Cinq boisseaux de riz » d’après l’impôt payé par les fidèles, se diffusera largement sous les Trois royaumes et surtout sous les Jin (265-420) à la faveur de la réunification de l’empire. Zhengyi, l’une des deux grandes écoles taoïstes au XXIe siècle, se considère comme son héritière. Il s’appuie principalement sur le Daodejing, plus particulièrement la version commentée Xiang’er rédigée par ses adeptes.
Plus près de la capitale, la Voie de la grande paix menée par Zhang Jiao et ses frères se distingue en fomentant une révolte dite « des turbans jaunes » contre les Han. Réprimée non sans peine, la secte disparait mais son texte principal, le Taipingjing, ainsi que certains rituels seront sauvegardés.
Ces deux courants structurent leur communauté selon la hiérarchie des fonctions religieuses, qui est une sorte de hiérarchie administrative ayant pouvoir sur les esprits surnaturels. Cette caractéristique se retrouvera dans de nombreux courants taoïstes. Les rites principaux visent à protéger des mauvais esprits et à écarter les maladies par la purification et la confession, car elles sont dues aux fautes passées.
Ils font grand usage de talismans.
L’alchimiste Ge Xuan dont se réclamera le courant Lingbao aurait vécu à cette époque.

## DuIIIesiècleà la fin duVIesiècle
Trois royaumes, dynastie Jin, dynasties du Nord et du Sud
Les termes dao jia (道家) et dao jiao (道教) tendent à diverger, le premier désignant la philosophie et le second la religion. Les textes qui ne sont pas purement confucéens connaissent un regain de faveur, même auprès de ceux pour qui Confucius reste le sage idéal, dont Wang Bi (226-249) qui cherche dans le Yijing, mais aussi dans le Zhuangzi et le Daodejing une base philosophique justifiant la politique confucéenne, tout en indiquant les moyens de remédier à son déclin. Son commentaire du Daodejing, qui décrit le dao comme vide (wu 無) et transcendant, à l’origine de l’ordre universel li (理), deviendra la référence à partir du Xe siècle. Le système philosophique qu’il initie avec He Yan sera appelé xuanxue « école du mystère », et considéré comme taoïste. Mais bientôt les luttes de palais détourneront les aristocrates de la philosophie politique vers les joutes oratoires de la « pure conversation » (qingtan 清談). Leur mode de vie parfois excentrique rejetant la carrière publique et leur intérêt pour des sujets taoïstes contribuent à l’image du taoïste anti-confucéen.
Guo Xiang (252-312) édite, commente et probablement réécrit le Zhuangzi en prose, lui donnant son aspect actuel.
Le taoïsme et le bouddhisme qui a pénétré sous les Han commencent à s’influencer mutuellement tout en s’opposant ; des textes sont écrits pour réfuter le concurrent, dont le Huahujing (化胡經.) « Livre de la conversion des barbares », qui prétend que le Bouddha est la réincarnation de Laozi. Les premiers traducteurs de sutras ont recours au vocabulaire de la philosophie chinoise et une certaine confusion se produit entre les notions de vide dans le taoïsme (wu) et le bouddhisme (sunyata). L’organisation des textes en un canon tripartite (premier canon taoïste au Ve siècle), la cosmologie, l’eschatologie et le monachisme bouddhistes inspireront des courants taoïstes.
Parmi les alchimistes les plus notoires de la période, on peut citer Ge Hong et Tao Hongjing.
Le courant des Maitres célestes se répand largement du nord au sud du Chang Jiang, tout en perdant l’unité structurelle de ses débuts à Hanzhong. Les fidèles se regroupent à dates fixes chez des chefs religieux à la position héréditaire pour des cérémonies purificatrices et protectrices. Certaines de leurs pratiques, qualifiées de « sorcellerie » ou de « débauches », leur valent des critiques. À la fin du Ve siècle, alors que la dynastie Jin s’est repliée au sud du Changjiang laissant le nord à des royaumes « barbares », deux réformateurs structurent le courant et le rendent de nouveau acceptable aux yeux des autorités, tout en y intégrant des éléments bouddhistes et confucéens. Ainsi apparaissent les Maîtres célestes du Nord (ou Nouveaux Maîtres célestes) et les Maîtres célestes du Sud. Les premiers, sous l’influence de Kou Qianzhi, obtiennent un statut de religion officielle sous les Wei du Nord jusqu’en 450, puis l’ayant perdu, bâtissent sous les Zhou du Nord un monastère à Louguan (樓觀) au Shaanxi, où la tradition place un centre d’activités taoïstes remontant à Yin Xi et donc à Laozi. Il deviendra le centre d’une école qui sera absorbée par Quanzhen au XIIIe siècle,. Au Sud, Lu Xiujing, compilateur du premier canon, réforme et codifie la structure et les rites du courant des Maîtres célestes de la région du Jiangnan.
Au IVe siècle apparait le courant Shangqing. À ses débuts, à l’opposé des Maîtres célestes centrés sur la collectivité, il promeut les pratiques méditatives individuelles et recrute uniquement dans les couches sociales supérieures. Parmi les personnalités importantes, la matriarche Wei Huacun, le médium Yang Xi et Tao Hongjing qui commente les textes et codifie les pratiques. Le courant restera important jusqu’au XIIIe siècle tout en se transformant (rites collectifs, talismans) et en élargissant son public, puis sera absorbé dans le courant Zhengyi.
Le courant Lingbao, qui réinterprète de nombreuses notions bouddhiques, se constitue à la fin du IVe siècle et bénéficie comme les Maîtres célestes des efforts de structuration de Lu Xiujing. Il connaitra un certain succès avant de se rapprocher de Shangqing dans lequel il se fondra au Xe siècle.

## DuVIIesiècleau milieu duXesiècle
Dynasties Sui et Tang, Cinq dynasties
La philosophie taoïste est représentée par le courant Chongxuan (重玄) qui prolonge le Xuanxue des Jin et interprète le Daodejing à l’aide du Zhuangzi et de la philosophie bouddhiste. Parmi les représentants les plus importants, on compte Cheng Xuanying (成玄英 début du VIIe) et Li Rong (李榮 début du Xe).
Au début des Cinq dynasties, Du Guangting (杜光庭 850-933) fait le point de la question sur Laozi et sa mythologie. Il résume l’évolution des interprétations du Daodejing depuis les Han. Il codifie aussi certains rites et leur donne la forme qu’ils auront sous les Song. Il est de plus l’auteur d’un des premiers romans de cape et d’épée, La Légende de Qiuran (虯髯客傳).
Le taoïsme est généralement en faveur auprès des empereurs Tang qui se laissent persuader que Laozi, avec qui ils partagent le nom de famille Li (李), est leur ancêtre. Les auteurs taoïstes d’avant l’empire (Laozi, Zhuangzi, Wenzi, Liezi, Gengsangzi 庚桑子) reçoivent un titre honorifique, le Daodejing et le Zhuangzi sont élevés au rang de classique (jing 經) et le premier entre en 731 par la volonté de Xuanzong dans le programme des examens impériaux, chaque fonctionnaire devant en posséder un exemplaire. Le premier canon officiel dit « de l’ère Kaiyuan » (開元道藏) est achevé en 728. Des maîtres taoïstes officient à la cour, comme Zhao Guizhen (趙歸真), très influent auprès de Wuzong, et qui a peut-être contribué à l’interdiction du bouddhisme proclamée en 845. Certains rites sont élevés par des empereurs au rang de rite officiel primordial, comme celui des neuf palais (jiugong 九宮) contre la sécheresse. Un monastère taoïste est établi dans le palais et un laboratoire d’alchimie concocte les potions censées prolonger la vie des empereurs et des courtisans. Ce soutien officiel s’accompagne d’une régulation administrative accrue.
Le courant Shangqing, connu aussi alors comme École du mont Mao (Maoshanzong 茅山宗), est particulièrement bien en cour. L’une de ses branches, Nanyuetiantaipai (南岳天台派), produit de nombreux maîtres célèbres comme Lüqiu Fangyuan (閭丘方遠 fin IXe – début Xe) et Nie Shidao (聶師道 fin IXe – début Xe).
L’école Louguan issue des Maîtres célestes bénéficie aussi de la faveur impériale du fait de son association privilégiée avec Laozi.
C’est durant cette période que se constitue l’alchimie interne qui émergera à la fin des Song. Zhang Guo, Zhongli Quan, Lü Dongbin ou Liu Haichan, relativement peu connus de leur temps hors des milieux spécialisés, apparaitront alors comme des ancêtres mythiques du courant Quanzhen et de l’École du Sud qui apparaissent à partir du XIIe siècle.

## Du milieu duXesiècleau milieu duXIVesiècle
Dynasties Song et Yuan
Le syncrétisme du taoïsme, du bouddhisme et du confucianisme, tendance présente dès les débuts, est consciemment encouragé à partir des Song. Sur le plan philosophique, le néoconfucianisme qui intègre des éléments taoïstes et bouddhistes deviendra l’idéologie de référence pour l’État.
Les rites taoïstes occupent une place importante à la cour des Song et dans l’administration, avec une emphase sur les rites exorcistes de forme judiciaire comme celui du tonnerre (leifa 雷法). Pouvant être pratiqués par des fonctionnaires initiés, ils semblent particulièrement utiles à cette époque d’expansion vers le Sud pour concurrencer les sorciers autochtones. Cela implique que les compétences soient contrôlées, des examens sont donc instaurés pour les maîtres taoïstes. Plusieurs dieux populaires locaux se voient reconnaitre un statut officiel et font l’objet de rites taoïstes, comme Wenchang, Baosheng, Mazu. Le courant du Cœur céleste (Tianxinzong 天心宗) révère pour sa part particulièrement les dieux fonctionnaires Chenghuang et Tudigong. Des éditions officielles du canon sont commandées, dont la première imprimée, le canon de Zhenghewanshou (政和萬壽道藏) 
L’alchimie interne se révèle avec la fondation par Wang Chongyang (1113-1170) de Quanzhen (Voie de la Parfaite Complétude), appelé à devenir l’un des deux grands courants taoïstes à partir des Yuan. Il continue en partie la tradition attribuée à Lü Dongbin et Zhongli Quan. D’autres alchimistes internes encore indépendants, dont le plus célèbre est Zhang Boduan (983?-1081?), seront regroupés ultérieurement sous le nom d’École alchimique du Sud (Neidanpai nanzong 內丹派南宗).
L'école Maoshan issue de Shangqing, importante en cour sous les Tang, subsiste localement comme l’une des trois grandes écoles spécialisées dans les talismans, avec Gezao (閣皂) qui prétend descendre de Lingbao et les Maîtres célestes du mont Longhu qui se prétendent, eux, descendants directs de Zhang Daoling. Les Maîtres célestes et leur courant Zhengyi (Unité orthodoxe) obtiendront en 1239 la suprématie sur les autres écoles, devenant la plus importante école du Sud. Cette suprématie sera confirmée et étendue en 1304 par l’empereur Chengzong à toutes les écoles ne dépendant pas de Quanzhen.
En effet, les Mongols qui s’emparent de la Chine et fondent la dynastie Yuan ont pour habitude d’établir des liens avec les groupes locaux influents et de leur déléguer une partie du pouvoir. Le hiérarque de Quanzhen Qiu Chuji (1148-1227) est ainsi convoqué au camp de Gengis Khan et obtient pour l’école un droit de contrôle sur les établissements religieux chinois et des avantages fiscaux. Cela permet à Quanzhen de multiplier ses temples et monastères, d’absorber de petites sectes et d’entreprendre l’impression d’un canon (1237-1244) et des projets d’utilité publique. Malgré un revers dû à l’hostilité des bouddhistes qui entraine en 1281 un autodafé du canon, Quanzhen gagne dans l’ensemble taoïste une place importante qu’il a gardé, tout comme Zhengyi d’ailleurs. Les périodes Song du Sud et Yuan se caractérisent donc par un regroupement des écoles et une simplification au moins apparente du paysage taoïste, encore visibles au XXIe siècle.

## Du milieu duXIVesiècleà la fin duXVIIIesiècle
Dynasties Ming et première moitié de la dynastie Qing
Les premiers empereurs Ming accordent leur soutien surtout à l’école Zhengyi, dont les rites d’intérêt collectif leur semblent plus utiles que la spiritualité Quanzhen. Certains de ses membres, comme Shao Yuanjie, obtiennent un grade important à la cour. Le contrôle de l’administration taoïste centrale que le gouvernement met en place revient aux maîtres célestes de Longhu. Cette administration, tout d’abord représentée par l’Académie de l’École du mystère (玄教院) fondée en 1368, devient en 1383 le Bureau des registres taoïstes (道錄司) qui accorde leur statut aux moines et aux nonnes, les contrôle et les recense ainsi que les temples et monastères. Néanmoins, les sectes Quanzhen restent très répandues et actives ; l’école du mont Wudang reçoit un soutien impérial, en particulier de la part de l’empereur Chengzu (1402-1424) qui révère le dieu Zhenwu. Zhang Sanfeng, moine errant Quanzhen associé au mont Wudang et à qui on attribue l’invention de son école d’art martial, est revendiqué comme patriarche par plusieurs sectes. Après le règne de l’empereur Shizong (1521-1567) qui fait grand usage de cérémonies taoïstes et rédige lui-même des suppliques rituelles qingci (青詞) adressées aux divinités, Zhengyi tombe graduellement en défaveur.
Les premiers empereurs Qing favorisent comme leurs prédécesseurs Ming les courants religieux qui se montrent utiles au maintien de l’ordre social et de la morale. C’est ainsi que l’interprétation que fait Wang Changyue de l’alchimie interne, mettant l’emphase sur la transformation spirituelle plutôt que corporelle et sur les règles monastiques, séduit les empereurs Shunzhi et son fils Kangxi. La secte Longmen (龍門) de Quanzhen à laquelle il appartient en tire un grand prestige et étend son influence. Zhengyi, au contraire, est mal vu ; des sectes qui s’en réclament sont accusées d’encourager à la rébellion contre les Mandchous. Qianlong interdit aux Maîtres célestes d’exercer leur activité religieuse en dehors du mont Longhu et Daoguang leur interdit de se rendre à la cour. Après Qianlong, le soutien officiel au taoïsme en général diminue nettement, mais il reste influent auprès de la population.
L’effacement de l’activité des grandes écoles suivant la diminution du soutien officiel donne plus de visibilité aux sectes et courants syncrétistes, comme le Yang rouge (Hongyangjiao 紅陽教) né à la fin des Ming, le Ciel originel né au milieu des Qing, le Ciel jaune (Huangtianjiao 黃天教) et toutes les écoles du Lotus blanc.

## Du début duXIXesiècleà 1949
Fin de la dynastie Qing, République de Chine (1912-1949)
Les ennuis du taoïsme avec les autorités commencèrent bien avant l’avènement de la République populaire de Chine. À partir de la seconde moitié des Ming, son image s’est graduellement dégradée auprès des intellectuels et hauts fonctionnaires du fait de son lien avec la religion populaire. Que les écoles taoïstes aient été de tout temps des structures idéales pour le développement des mouvements d’opposition ne joua pas non plus en sa faveur. Liang Qichao (1873-1929), avocat du renouveau social de la Chine, écrivit même qu’il était « humiliant » d’avoir à inclure le taoïsme dans l’histoire religieuse chinoise, « car le pays n’en a jamais tiré aucun avantage ».
Le Mouvement du 4 mai (1919) déclencha une accentuation de la répression. En 1920 une loi, peu appliquée il est vrai, interdit les temples dédiés aux divinités des éléments et des phénomènes naturels, ainsi que l’usage des talismans et autres protections magiques. Seuls les temples consacrés à des personnages illustres et exemplaires furent autorisés.

## De 1949 à 1976
Les moines du mont Wudang recueillirent la troisième armée rouge et beaucoup de taoïstes firent preuve de patriotisme pendant l’invasion japonaise, mais ils ne furent pas épargnés par les communistes pour autant. Le monastère principal de l’école Zhengyi sur le mont Longhu au Jiangxi fut incendié en 1948, et son patriarche se réfugia à Taïwan en 1950. La politique générale vis-à-vis des religions s’appliqua à partir de 1949 au taoïsme et à la religion populaire : pas de suppression totale, mais interdiction des nouvelles ordinations, répression de toutes les activités qualifiées de superstitieuses (talismans, divinations..) et anti-marxistes (écoles hiérarchisées, temples et fêtes de clan…) et confiscation de locaux. Certaines sectes furent déclarées illégales et passèrent dans la clandestinité. Parfois obligées de recourir à des voies illégales pour recueillir des fonds, certains de leurs membres se virent associés à des scandales, ce qui n’arrangea rien. En 1956, de précieuses statues de bronze du mont Wudang furent fondues.
Dans le cadre du Mouvement pour les trois autonomies destiné à mettre fin à la dépendance financière, idéologique et administrative des religions de Chine vis-à-vis d’institutions étrangères, fut fondée en 1957 l’Association taoïste chinoise. Le gouvernement espérait aussi à travers elle mieux contrôler l’ensemble très divisé des écoles. Il s’engagea en contrepartie à restaurer et entretenir les temples les plus célèbres. En 1961, les recherches, les publications et la formation de personnel reprirent sous l’impulsion du président, Chen Yingning, mais la Révolution culturelle interrompit vite toute activité pour le taoïsme comme pour les autres religions. En 1966 l’association fut dissoute, les temples fermés ou réquisitionnés, les moines et nonnes renvoyés. On déplora de nombreuses destructions, dont 10 000 rouleaux de textes sacrés au monastère Louguantai au Shaanxi.

## Après 1976
C’est en 1979 sous Deng Xiaoping que reprit une certaine activité. L’Association taoïste, reconstituée en mai 1980, tint sa troisième séance au Baiyun Guan (白雲觀) ou Monastère des nuages blancs de Pékin, temple principal de l’école Quanzhen, qui rouvrit en 1984 autant comme lieu touristique que religieux. Les associations locales furent reconstituées à partir de quelques anciens maîtres et de jeunes recrues complètement inexpérimentées.
Le premier centre de formation théologique ouvrit en 1984 au Baiyun Guan de Pékin, et les ordinations Quanzhen, courant centré autour de communautés monastiques, reprirent en 1989. En plus mauvais termes avec le gouvernement communiste car plutôt ritualiste (donc « superstitieux ») et séculier, Zhengyi dut attendre 1992 pour voir les siennes reconnues et son monastère principal (Longhu) s’ouvrir, tout d’abord aux Chinois d’outre-mer des régions comme Taïwan où cette école est bien implantée. En 1994, on comptait environ 450 grands temples et monastères rouverts et restaurés, en partie avec des fonds donnés par les taoïstes d’outre-mer. Les moins grands fonctionnent il est vrai souvent plus comme des lieux touristiques où moines et nonnes accueillent les visiteurs que comme des centres d’étude et de pratique religieuse. Les pratiquants les plus déterminés se font ermites.
Les temples, moines ou maîtres taoïstes doivent obtenir une autorisation formelle d’exercice, nécessaire également pour les cérémonies publiques. Néanmoins, dans les régions rurales, de nombreux maîtres mariés et vivant au sein de la société, souvent dans la mouvance Zhengyi, plus difficiles à contrôler que les moines, exerceraient de façon « sauvage ».
La première rencontre entre les clergés taïwanais et continental — première rencontre entre les sectes Quanzhen et Zhengyi de l’histoire du taoïsme — se déroula en septembre 1992 au temple de Louguantai. En novembre eut lieu la première visite officielle en Chine d’une délégation de l’Association générale des taoïstes de Taiwan.
Des recherches sur le taoïsme ont lieu dans les départements d’étude des religions de l’Académie des sciences sociales, en particulier à Pékin, Shanghai, au Sichuan et au Jiangsu. Des instituts de recherche sur la culture taoïste ont été fondés à Pékin (1989), Shanghai (1988) et Xi’an (1992). Le Taoïsme chinois , organe de l’Association, publie des études. De 1986 à 1993 on a réimprimé L’Essentiel des écritures taoïstes , extrait de treize mille textes gravés sur bois de la dynastie Qing.

## Europe
Léon Wieger (1856-1933) traduit Laozi, Zhuangzi et Liezi, mais ses interprétations sont très contestées.
Leibniz a peut-être le premier été touché par des inspirations d’un genre taoïste lorsqu’il imagina que les idéogrammes notent réellement les idées et que le Yì Jīng puisse fonder l’algèbre d’une langue parfaite. Les spéculations dans l’esprit de Jung (1875-1961) relèvent encore de cette attitude. Le taoïsme reste utilisé pour justifier nouvelles médecines ou méditations.
La présence taoïste se fait de deux manières : par l'invitation régulière d'associations culturelles et sportives de maîtres chinois liés plus ou moins au taoïsme institutionnel (c'est le cas des maîtres du mont Wudang) d'une part ; par la conversion aujourd'hui devenue possible en Chine et de plus en plus courante, d'occidentaux devenant des « prêtres taoïstes » (Daoshi) dans un courant reconnu. Ce fut le cas dans la deuxième moitié du XXe siècle aux États-Unis qui voit aujourd'hui se fonder les premières communautés et temples dirigés par des occidentaux (Daoist Center, etc.).En Europe, terrain moins propice pour l'installation de communautés religieuses extrême-orientales, le taoïsme est néanmoins présent par le biais de groupes plus modestes centrés autour d'une pratique ascétique ou d'une pratique martiale, notamment en l'absence de cadre religieux précis.
- En Angleterre, la British Taoist Association[56] a été créée par un prêtre taoïste anglais (nom taoïste Shijing, 31e génération du courant Longmen) et continue d'organiser des activités de méditation et de Daoyin (gymnastique taoïste). Le cœur se compose de sept prêtres taoïstes anglais, ordonnés en Chine.
- En Belgique, moins profondément ancrée dans le tissu religieux taoïste chinois, il y a la Belgian Taoist Association[57] qui a fondé un centre d'études de la culture taoïste et propose un cursus diplômant. À noter qu'ils se présentent comme des Danshi (alchimistes) plutôt que comme des Daoshi (prêtres).
- En Espagne, à Barcelone, a été fondée les Associations taoïstes espagnole et catalane[58], par l'authentique Maître taoïste chinois Tian Chengyang, ancien abbé du Temple Taiqing sur le mont Lao (province du Shandong, Qingdao) et 24e génération du courant Longmen. Il faut remarquer que le temple de la Quiétude et du Silence situé à Barcelone est le seul temple taoïste de l'école Quanzhen installé en Europe, et organisant donc des activités religieuses régulières (rituels, fêtes taoïstes).
- En France, il existe une petite communautés des Maîtres Célestes en région parisienne. Ce courant, plus puissant à Taïwan qu'en Chine populaire, a été porté en France par les premières recherches académiques sur le taoïsme religieux, notamment Kristofer Schipper (ordonné prêtre taoïste à Taïwan).
  - L’[59] (AFT) a été fondée par une prêtresse française Jingxiu, ordonnée en Chine dans le courant Longmen (32e génération). Elle vit aujourd'hui, ce qui est encore exceptionnel de nos jours, dans les temples taoïstes en Chine. L'Association taoïste Sanyuan fondée en 1998 était active jusqu'en 2008 pour diffuser la culture taoïste. Elle a été remplacée par l’Association taoïste Lao Zhuang[60], fondée par Xinyi (prêtresse taoïste chinoise, 25e génération du courant Longmen) avec d'autres anciens membres, dont Xinming (prêtre français de la 25e génération Longmen). Il existe aussi d'autres groupes taoïstes, notamment affiliés à l'école taoïste du mont Wudang (courant « ritualiste » Zhengyi), diffusant des enseignements centrés autour des arts martiaux et du Qigong.
- En Suisse, l’Association taoïste suisse[61] (ATAOS) est parmi les plus actives en Europe. Elle a été fondée par le prêtre taoïste suisse Hongyan, ordonné en Chine, avec d'autres membres (certains sont aussi prêtres), et entretient des liens très étroits avec ses homologues chinois.
- En Allemagne, une association de taoïsme de Wudang (école Zhengyi) a été créée par Ismet Himmet (nom taoïste You Li Han) pour diffuser les arts martiaux internes et taoïstes chinois.